# Palais du Porphyrogénète
Le palais du Porphyrogénète (en grec : τὰ βασίλεια τοῦ Πορφυρογεννήτου) connu en turc sous le nom de Tekfur Sarayı (« palais du Souverain ») est un ancien palais byzantin du XIIIe siècle au nord-ouest de la ville de Constantinople (aujourd'hui Istanbul). C'est une annexe du complexe plus important du palais des Blachernes. C'est aussi le seul palais byzantin à avoir survécu et l'un des rares exemples d'architecture laïque de la fin de l'Empire byzantin à être resté relativement intact. 

## Histoire
Le palais est construit à la fin du XIIIe siècle ou au début du XIVe siècle comme composante du palais des Blachernes, à l'endroit où les murailles de Théodose rejoignent les remparts du quartier des Blachernes. Bien que le palais semble de prime abord tirer son nom de l'empereur Constantin VII Porphyrogénète du Xe siècle, il est construit bien plus tard et tire son nom de Constantin Paléologue, un fils de l'empereur Michel VIII Paléologue. « Porphyrogénète » signifie littéralement « né dans la pourpre » et désigne un enfant né dans la Porphyra ou d'un empereur régnant. Le palais sert de résidence impériale lors des dernières années de l'empire.
Il souffre d'importants dommages du fait de sa proximité avec les remparts lors de la chute de Constantinople, prise par les Ottomans en 1453. Par la suite, il est utilisé pour des fonctions diverses. Lors des XVIe et XVIIe siècles, il abrite une partie de la ménagerie du sultan. Les animaux sont déplacés autre part à la fin du XVIIe siècle et le palais est utilisé comme bordel. À partir de 1719, l'atelier de poterie Tekfur Sarayı s'y établit et commence à produire des tuiles de céramique d'un style similaire à celui des céramique d'Iznik, mais complétées par l'influence des motifs et des couleurs européennes. L'atelier comporte cinq fours et produit aussi de la vaisselle et des assiettes. Cette production dure un siècle avant de péricliter. Dans la première moitié du XIXe siècle, le palais devient un hospice pour les Juifs d'Istanbul. Au début du XXe siècle, il est brièvement utilisé comme atelier pour la fabrique de bouteilles avant d'être abandonné. De ce fait, seules les briques et les pierres de la façade extérieure ont survécu jusqu'à aujourd'hui. C'est le seul exemple majeur d'architecture laïque byzantine à avoir survécu avec le palais des Normands de Palerme. En 2010, le palais du Porphyrogénète a fait l'objet d'importantes restaurations et reste fermé au public.

## Architecture
Le palais est un grand bâtiment situé entre les fortifications intérieures et extérieures du coin nord des murs théodosiens. Le rez-de-chaussée est une arcade comprenant quatre arches qui s'ouvre sur une cour intérieure surplombée par cinq grandes fenêtres du premier étage. Le dernier étage de la structure dépasse les fortifications et possède des fenêtres donnant sur les quatre côtés. Le toit et tous les plafonds du palais ont disparu. Les murs restants sont richement décorés avec des motifs géométriques en brique rouge et en marbre blanc typiques de la fin de l'Empire byzantin.

## Galerie

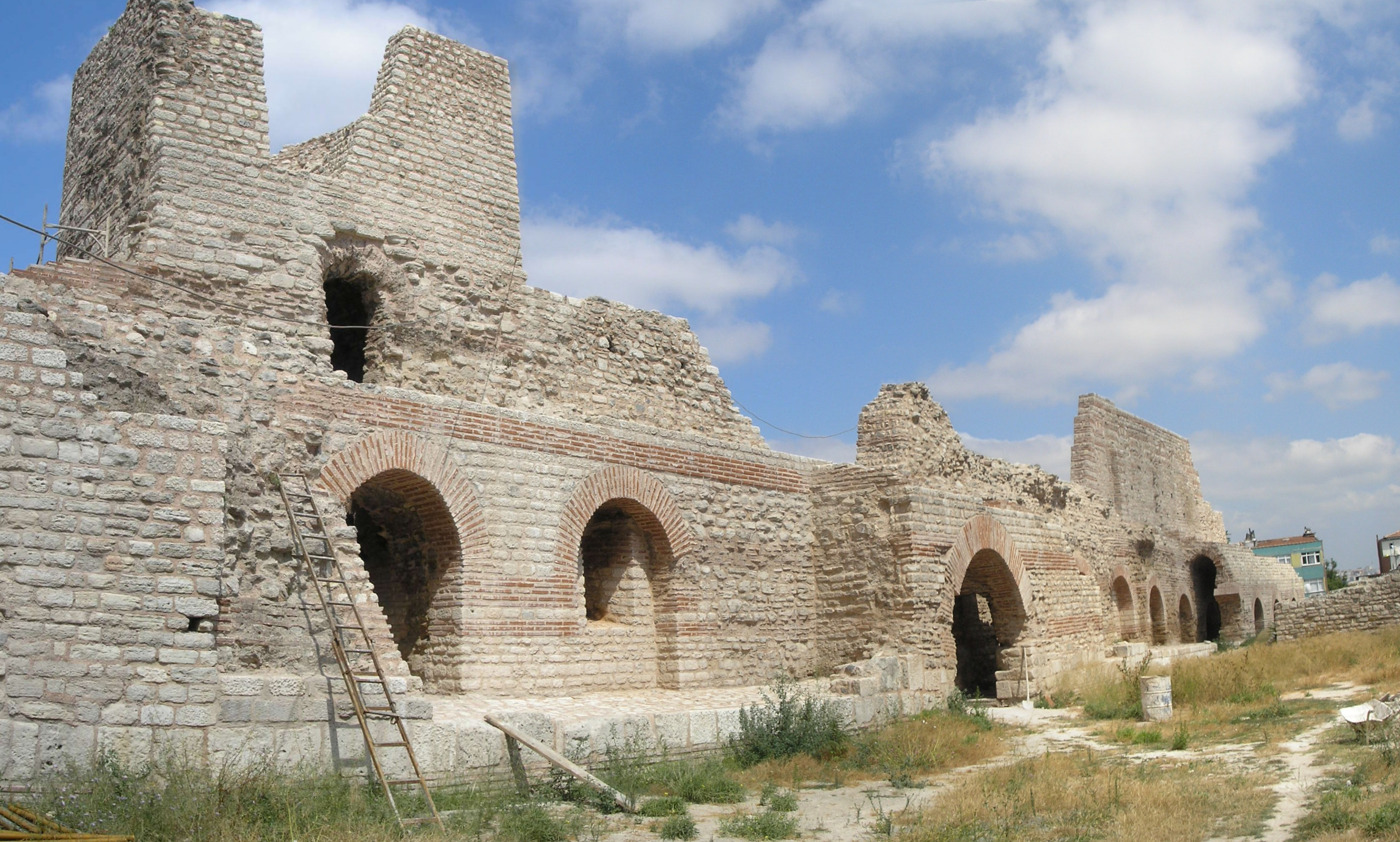
Murs vus de la cour intérieure avant restauration
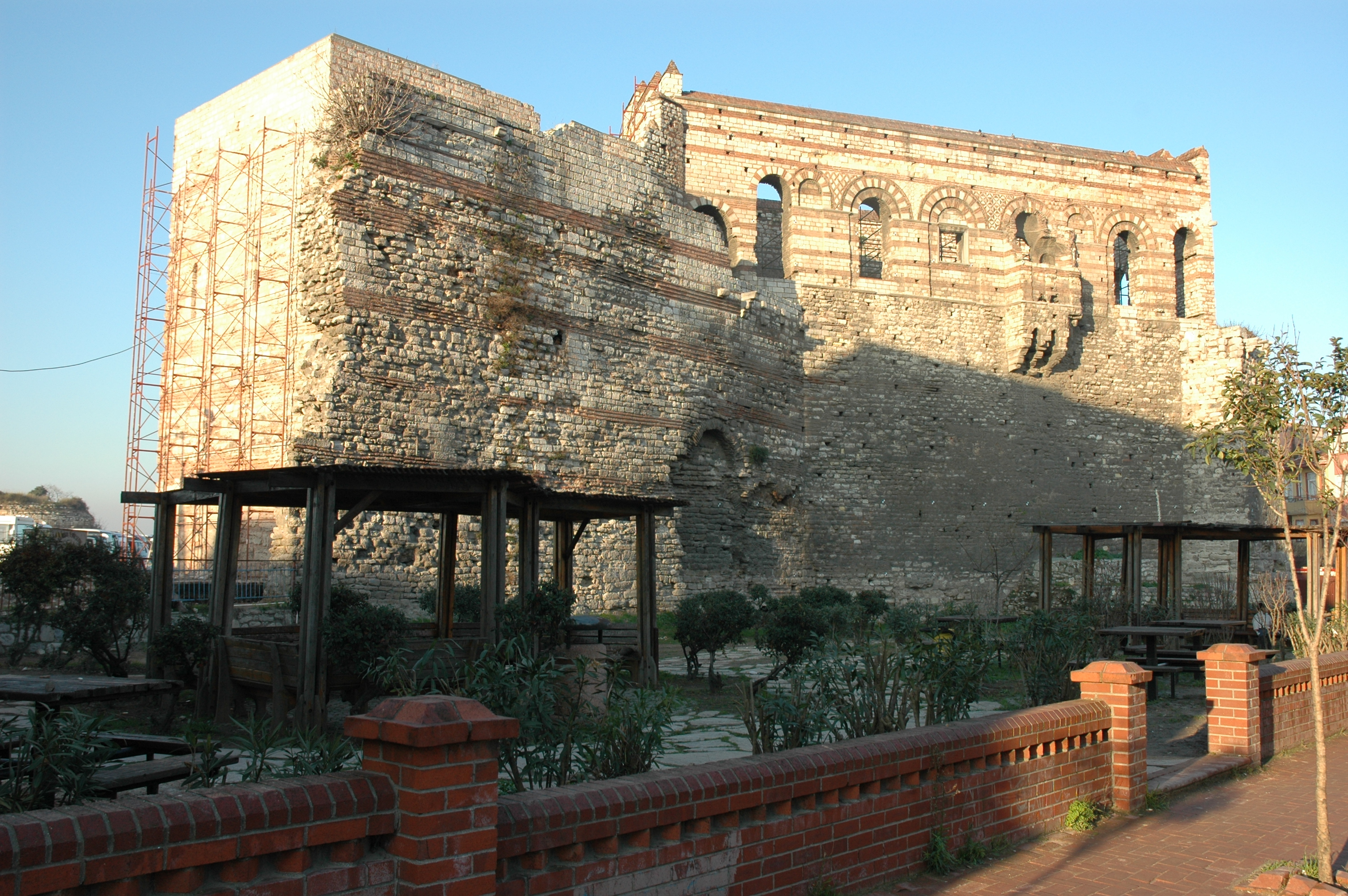
Restes de la chapelle (mur sud)
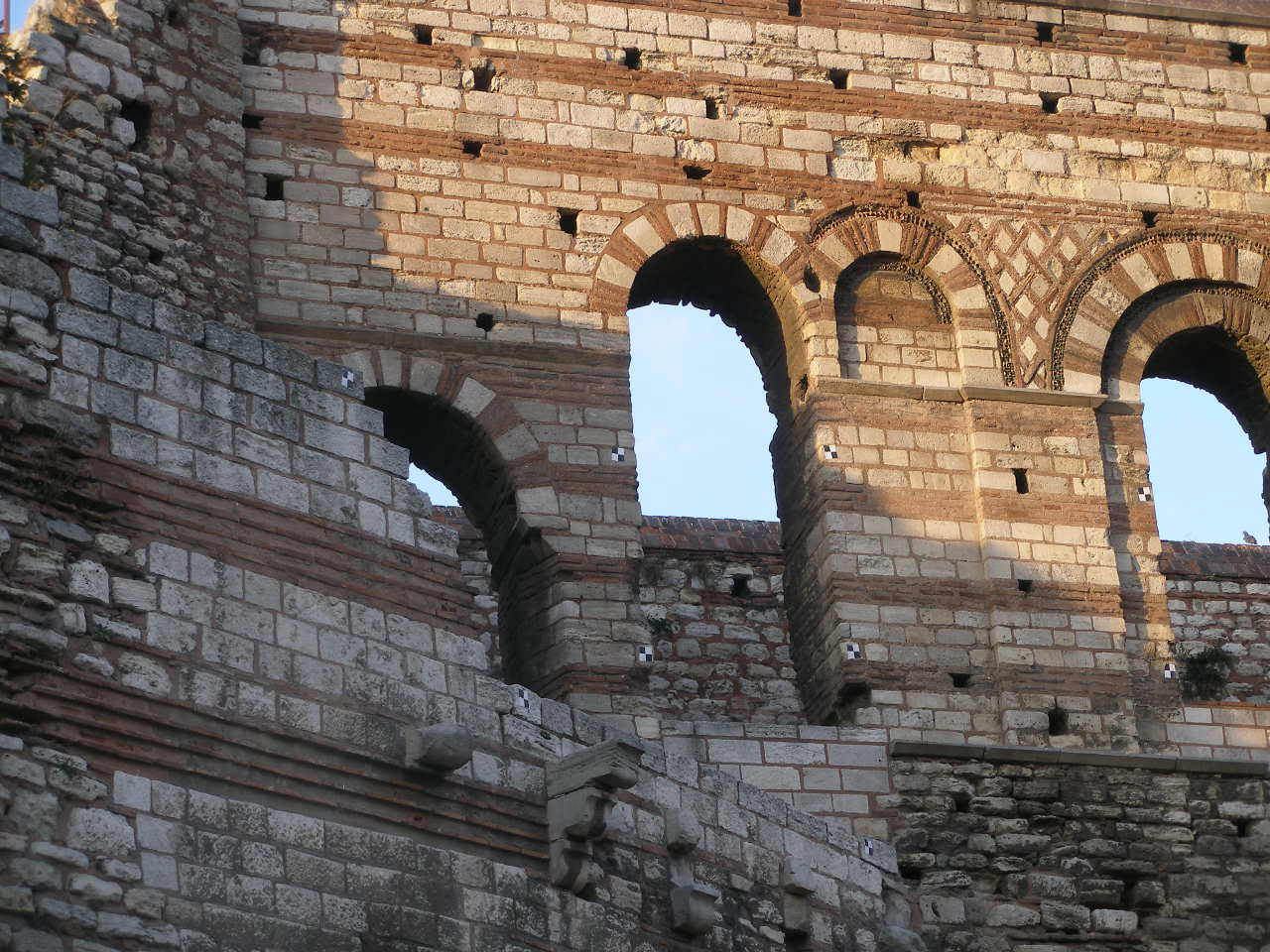
Details de la décoration en marbre (mur sud)
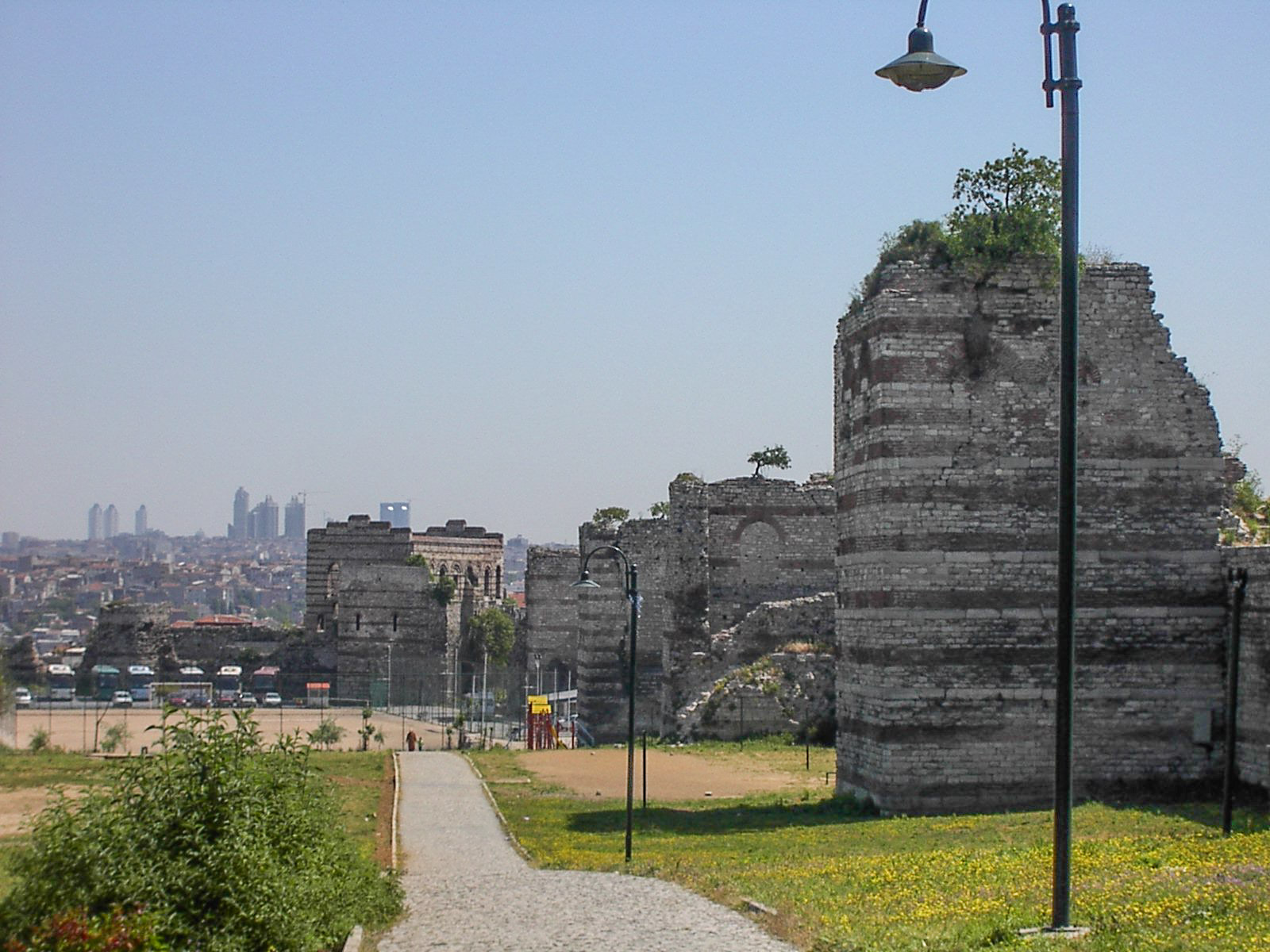
Les murs théodosiens avec le palais des Porphyrogénètes en arrière-plan avant restauration
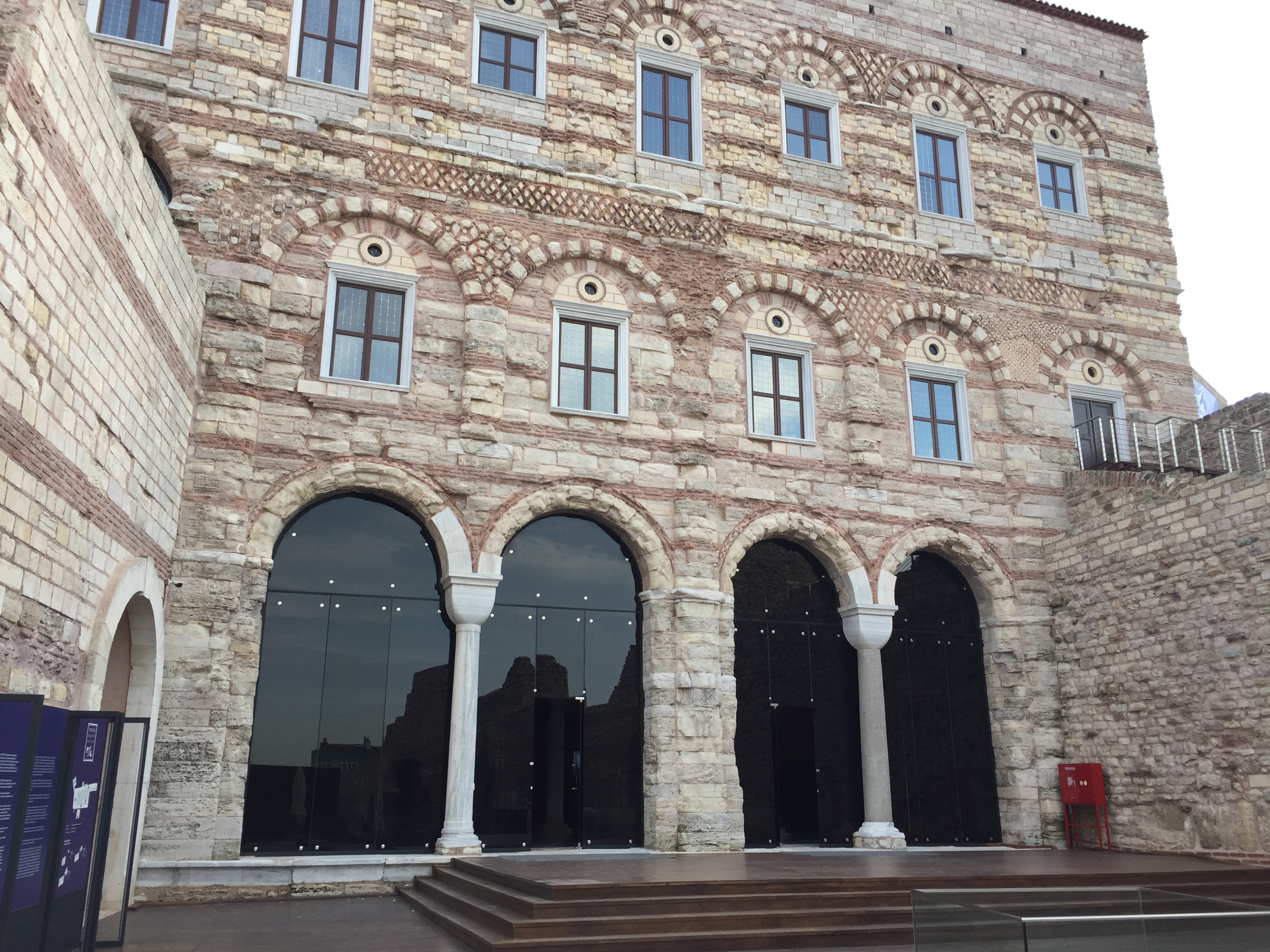
Palais du Porpyrogénète depuis sa restauration